# Eriosoma eligulatum
Eriosoma eligulatum är en insektsart. Eriosoma eligulatum ingår i släktet Eriosoma och familjen långrörsbladlöss. Inga underarter finns listade i Catalogue of Life.